# سیارک ۲۴۱۹۰
سیارک ۲۴۱۹۰ (به انگلیسی: 24190 Xiaoyunyin، نامگذاری:1999XT28) بیست و چهار هزار و صد و نودمین سیارک کشف شده‌است که در ۶ دسامبر ۱۹۹۹ کشف شد.
قدر مطلق سیارک برابر ۱۸.۶ است.